# Eloísa Mafalda
Eloísa Mafalda, született Mafalda Theotto (Jundiaí, 1924. szeptember 18. – Petrópolis, 2018. május 16.) brazil színésznő.

## Fontosabb filmjei
- O Ébrio (1965, tv-sorozat, egy epizódban)
- Pigmalião 70 (1970, tv-sorozat, egy epizódban)
- A Próxima Atração (1970, tv-sorozat, egy epizódban)
- Gabriela (1975, tv-sorozat)
- Saramandaia (1976 tv-sorozat, 13 epizódban)
- O Astro (1977, tv-sorozat, egy epizódban)
- Locomotivas (1977, tv-sorozat, egy epizódban)
- Pecado Rasgado (1978, tv-sorozat, egy epizódban)
- Água Viva (1980, tv-sorozat)
- Brilhante (1981, tv-sorozat)
- Champagne (1983, tv-sorozat)
- Roque Santeiro (1985, tv-sorozat)
- O Sexo dos Anjos (1989, tv-sorozat)
- Pedra sobre Pedra (1992, tv-sorozat)
- A homok titkai (Mulheres de Areia) (1993, tv-sorozat, egy epizódban)
- Você Decide (1995–1999, tv-sorozat, hét epizódban)
- Quem É Você? (1996, tv-sorozat, egy epizódban)
- Mindent a szerelemért (Por Amor) (1997, tv sorozat)
- Meu Bem Querer (1998, tv-sorozat)
- Bugyuta kísértet (Simão, o Fantasma Trapalhão) (1998)
- Porto dos Milagres (2001, tv-sorozat)
- O Beijo do Vampiro (2002, tv-sorozat, egy epizódban)